# ایوانهو استیتس، فلوریدا
ایوانهو استیتس (به انگلیسی: Ivanhoe Estates) یک منطقهٔ مسکونی در ایالات متحده آمریکا است که در شهرستان براوارد، فلوریدا قرار دارد. ایوانهو استیتس ۰٫۶ کیلومتر مربع مساحت و ۲۷۹ نفر جمعیت دارد.